# Édouard Naville
Henri Édouard Naville (Genebra, 14 de junho de 1844 - Genthod, 17 de outubro de 1926) foi um egiptólogo suíço. Estudou na Suíça, Londres, París e Berlim, tendo entre seus professores o egiptólogo Karl Richard Lepsius.

## Carreira
Durante a Guerra Franco-Prussiana serviu como capitão do exército suíço, e permaneceu no Egito até o início da Primeira Guerra Mundial, quando regressou para a Suíça.
Chegou no Egito em 1865, e seu primeiro trabalho foi copiar os textos religiosos do templo de Horus em Edfu, que publicou com o título Mito de Horus em 1870. Édouard Naville publicou a transcrição de numerosos documentos religiosos conservados em papiro ou gravados em pedra: depois dos textos sobre o mito de Horus, continuou com a Ladainha do Sol em 1875 e culminou com a publicação em 1886 do Livro dos Mortos, realizada em colaboração com outros três acadêmicos e sob os auspícios da Academia de Berlim, que havia proporcionado os fundos necessários.  
Em 1882 foi convidado a participar da escavação da Egypt Exploration Fund em Tell el Maskhuta, no delta do Nilo, com o objetivo de encontrar provas da permanência dos judeus, como relata a Bíblia. 
Em 1885-1886 explorou o Wadi Tumilat e até 1889 o sítio de Bubastis; com apoio de Gaston Maspero (diretor de antiguidades do Cairo) desde 1903 a 1906, trabalhou nas escavações de Deir el-Bahari, escavando no templo de Hatshepsut e descobrindo os templos de Mentuhotep II e da deusa Hathor, este último reconstruído no interior do Museu Egípcio, no Cairo.  

## Publicações
- The Tomb of Hâtshopsîtû, com T. M. Davis y H. Carter, Theodore M. Davis'excavations, Bibân El Molûk, A.Constable, Londres, 1906.

- Mythe d Horus. 1870 (ref. Edfu, textos de Hórus)
- Litanie du soleil. Leipzig 1875 (sobre textos das tumbas reais tebanas)
- The Store-City of Pithom and the Route of the Exodus. 1885 (sobre escavações em Tell el Maskhuta)
- Das ägyptische Totenbuch der XVIII. bis XX. Dynastie. Asher, Berlim 1886, 3 volumes no total (Vol. 1: Text und Vignetten. Vol. 2: Varianten. Vol. 3: Einleitung.) (Nachdruck Graz 1971)
- Bubastis, Londres 1891
- The Temple of Deir el Bahari. (= Egypt Exploration Fund. (EEF) Volumes 12–14, 16, 19, 27, 29). 7 Volumes, Londres, 1894–1898
- The Transvaal Question: From a Swiss Point of View, Londres 1900
- The XIth Dynasty Temple at Deir el-Bahari. (= EEF, 28, 30, 32) 3 Volumes, Londres, 1907–1913
- Discovery of the Book of the Law Under King Josiah: An Egyptian Interpretation of the Biblical Account. London 1911
- Cemeteries of Abydos. Londres 1914
- The Text of the Old Testament. Londres 1915
- The Higher Criticism in Relation to the Pentateuch.
- New Archeological Discoveries, and Their Bearing Upon the New Testament and Upon. Londres 1917